# Dopolavoro Borletti 1940-1941
Questa voce raccoglie le informazioni riguardanti il Dopolavoro Borletti Milano, nelle competizioni ufficiali della stagione 1940-1941.

## Verdetti stagionali
- Serie A: 2ª classificata

## Roster
- Sergio Paganella[1]
- A. Pagani[1]
- Alfredo Garavaglia[1]
- Lazzarini[1]
- Ghisi[1]
- Gatto[1]
- Dietrich[1]
- Sacchi[1]
- Miglio[1]
- Quintè[1]

Allenatore Giannino Valli.